# Begova Glavica
Begova Glavica este un sat din municipiul Podgorica, Muntenegru. Conform datelor de la recensământul din 2003, localitatea are 53 de locuitori (la recensământul din 1991 erau 32 de locuitori).

## Demografie
În satul Begova Glavica locuiesc 44 de persoane adulte, iar vârsta medie a populației este de 45,6 de ani (43,7 la bărbați și 47,4 la femei). În localitate sunt 20 de gospodării, iar numărul mediu de membri în gospodărie este de 2,65.
|  |

| Demografie | Demografie | Demografie |
| An         | Locuitori  | Locuitori  |
| ---------- | ---------- | ---------- |
|            |            |            |
|            |            |            |
|            |            |            |
|            |            |            |
| 1948       | 72         |            |
| 1953       | 87         |            |
| 1961       | 83         |            |
| 1971       | 78         |            |
| 1981       | 73         |            |
| 1991       | 32         | 32         |
| 2003       | 55         | 53         |

| \| Componența etnică conform recensământului din 2003[2] \| Componența etnică conform recensământului din 2003[2] \| Componența etnică conform recensământului din 2003[2] \| Componența etnică conform recensământului din 2003[2] \| Componența etnică conform recensământului din 2003[2] \| \| ----------------------------------------------------- \| ----------------------------------------------------- \| ----------------------------------------------------- \| ----------------------------------------------------- \| ----------------------------------------------------- \| \| \| \| \| \| \| \| Muntenegreni \| Muntenegreni \| \| 53 \| 100% \| \| necunoscută \| necunoscută \| \| 0 \| 0% \| |              |  |    |      |
| Componența etnică conform recensământului din 2003 |              |  |    |      |
| |              |  |    |      |
| Muntenegreni | Muntenegreni |  | 53 | 100% |
| necunoscută | necunoscută  |  | 0  | 0%   |